# Camptandriidae
De Camptandriidae is een familie van de superfamilie Ocypodoidea uit de infraorde krabben (Brachyura).

## Systematiek
De Camptandriidae zijn onderverdeeld in volgende geslachten:
- Baruna  Stebbing, 1904
- Calabarium  Manning & Holthuis, 1981
- Calabrium
- Camptandrium  Stimpson, 1858
- Cleistostoma  De Haan, 1833
- Danielita Ng, Clark & C. G. S. Tan, 2010
- Deiratonotus  Manning & Holthuis, 1981
- Ecphantor  Manning & Holthuis, 1981
- Ilyogynnis  Manning & Holthuis, 1981
- Leptochryseus Al Khayat & D. A. Jones, 1996
- Lillyanella  Manning & Holthuis, 1981
- Manningis  Al-Khayat & Jones, 1996
- Moguai  C. G. S. Tan & Ng, 1999
- Mortensenella  Rathbun, 1909
- Nanusia  C. G. S. Tan & Ng, 1999
- Nasima  Manning, 1991
- Opusia Ng, Rahayu & Naser, 2009
- Paracleistostoma  De Man, 1895
- Paratylodiplax  Serène, 1974
- Serenella  Manning & Holthuis, 1981
- Takedellus  C. G. S. Tan & Ng, 1999
- Telmatothrix  Manning & Holthuis, 1981
- Tylodiplax  De Man, 1895